# Professor W. Johansen
|  | Denne artikel er oprettet af botten Steenthbot ud fra en ekstern database. Den kan derfor have sproglige fejl eller mangler. Denne skabelon kan fjernes efter kontrol af indholdet. |

Professor W. Johansen er en dansk dokumentarisk optagelse fra 1923.

## Handling
Portræt af Wilhelm Johannsen (1857-1927), professor i botanik og plantefysiologi ved Københavns Universitet. Professoren ses på sit kontor, i forelæsningssalen på universitetet og med gæster i haven.